# Сармьенто, Дарио
Дарио Арьель Сармьенто (исп. Darío Ariel Sarmiento; род. 29 марта 2003, Флоренсио-Варела, Буэнос-Айрес) — аргентинский футболист, полузащитник клуба «Тигре».

## Клубная карьера
Дарио является воспитанником академии клуба «Эстудиантес», за который выступает с шестилетнего возраста. 5 октября 2019 года 16-летний полузащитник дебютировал в основном составе «Эстудиантеса» в матче аргентинской Примеры против «Уракана». На момент своего дебюта он ещё не был профессиональным футболистом, продолжая посещать занятия в школе.
В 2021 году английский клуб «Манчестер Сити» согласовал трансфер Сармьенто с «Эстудиантесом». 30 июля 2021 года было объявлено, что сезон 2021/22 Дарио проведёт на правах аренды в клубе «Жирона», выступающем в испанской Сегунде.
24 июля 2024 года вернулся в Аргентину, подписав контракт с клубом «Тигре», подписав контракт до 2026 года.

## Карьера в сборной
С 2019 года начал выступать за сборную Аргентины до 16 лет. В том же году Пабло Аймар вызвал его в сборную Аргентины до 17 лет.